# Robertine Bersén
Robertine Bersén (Göteborg, 6 juni 1856 – aldaar, 24 juli 1939 was een Zweeds pianiste.
Sofia Robertine Bersén werd als oudste kind geboren binnen het gezin van consul en scheepsmagnaat Johan Wilhelm Robert Bersén (7 februari 1827-26 november 1899 en mede-oprichter van Borlind Bérsen & Co AB) en zijn vrouw Anna Sofia Qviberg (geboren 1928). Haar zuster was Anna Lovisa (1862-1947). Robert Bersén was achtereenvolgens stuurman en bevelvoerder op het schip Caledonia (gebouwd in 1840). Vanaf 1883 was hij consul van Venezuela, Ecuador, Costa Rica, Honduras, Mexico en Nicaragua in Göteborg. Robertina huwde fabrikant Adolf Christian Friedrich Schéel.
Haar muzikale opleiding kreeg ze aan de conservatoria van Stockholm bij Hilda Thegerström (1872-1875) en Leipzig (1877-1878), vervolgens bij Benjamin Godard in Parijs en deels ook van Franz Liszt in Weimar. Een leerling van haar was Gunnar Wennerberg en ook organist Sara Wennerberg-Reuter. Ze gaf concerten in met name Stockholm en Göteborg. Ze zorgde voor een aantal concerten met kamermuziek in die laatste plaats en stichtte in 1887 aldaar ook de muziekopleiding Göteborgs musikinstitut, die later weer opgeheven werd.